# Casalingo
Casalingo è il primo singolo estratto dall'album Dal lofai al cisei di Bugo, pubblicato nell'ottobre del 2002 da Universal.
La canzone è il primo brano pubblicato da Bugo per la Universal Records, con la quale aveva siglato un contratto nella primavera del 2002. Il brano ha fatto da spinta verso il successo al disco "Dal lofai al cisei grazie anche al suo carattere radiofonico. Può essere considerato il primo vero successo radiofonico di Bugo, appena fresco di contratto con una multinazionale. Da un'intervista con il portale RockOl di quegli anni, Bugo racconta di come "Casalingo" sia stato uno dei primi brani che ha presentato all'Universal per ottenere infine un contratto di 4 dischi.
Nel testo della canzone, Bugo confessa quanto ami starsene in casa, rappresentazione divertita e allucinata dell'isolamento. Lo scrittore Aldo Nove scrive un articolo su "La Repubblica" in cui definisce la musica di Bugo come "allucinazione da overdose di quotidiano".
In una intervista del periodo, Bugo racconta di come il brano sia stato scritto tra il 1996 e il 1997.

## Video musicale
Il videoclip è stato girato dal regista Andrea Caccia nell'appartamento in cui viveva Bugo all'epoca.

## Curiosità
Casalingo farà parte della colonna sonora di "Missione di pace, il film di Francesco Lagi del 2011, di cui Bugo curerà l'intera colonna sonora. All'interno del film, Bugo esegue il brano anche in versione acustica.
Il regista Andrea Caccia, già autore del videoclip originale, utilizzerà filmati raccolti in 12 anni di diverse versioni live di "Casalingo" in un promo del 2013 per presentare il progetto di realizzazione di un film documentario su Bugo.